# Nocne motyle
Nocne motyle (ang. Footlight Parade) – amerykański film z 1933 roku w reżyserii Lloyda Bacona. Został zrealizowany w erze Pre-Code.

## Obsada
- James Cagney jako Chester Kent
- Joan Blondell jako Nan Prescott, sekretarka Chestera
- Ruby Keeler jako Bea Thorn
- Dick Powell jako Scott "Scotty" Blair
- Frank McHugh jako Francis
- Ruth Donnelly jako Harriet Gould
- Guy Kibbee jako Silas "Si" Gould
- Hugh Herbert jako Charlie Bowers
- Claire Dodd jako Vivian Rich
- Gordon Westcott jako Harry Thompson
- Arthur Hohl jako Al Frazer
- Renee Whitney jako Cynthia Kent
- Paul Porcasi jako George Apolinaris
- Barbara Rogers jako Gracie
- Philip Faversham jako Joe Barrington
- Herman Bing jako Fralick
- Billy Barty jako "Mouse" i "Little Boy"
- George Chandler jako aptekarz

## Wyróżnienia
| Data wpisania | National Film Registry |
| ------------- | --- |
| 1992          | Lista filmów budujących dziedzictwo kulturalne USA utworzona przez National Film Preservation Board i przechowywana w Bibliotece Kongresu Stanów Zjednoczonych |